# Bébé fait du cinéma
Bébé fait du cinéma o Bébé joue au cinéma és una pel·lícula muda francesa escrita i dirigida per Louis Feuillade i estrenada el 1911.
Aquesta pel·lícula forma part de la sèrie Bébé.

## Repartiment
- René Dary : Bébé (com Clément Mary)
- Jeanne Saint-Bonnet